# بولي بيرغن
بولي بيرغن (بالإنجليزية: Polly Bergen)‏ (و. 1930 – 2014 م) هي ممثلة، وموسيقية، وكاتبة، ورائدة أعمال، ومغنية، وممثلة مسرحية، وممثلة تلفزيونية من الولايات المتحدة الأمريكية . ولدت في نوكسفيل .
وهي عضوة في الحزب الديمقراطي الأمريكي .

## التعليم
تعلمت في Compton High School

## روابط خارجية
- بولي بيرغن على موقع IMDb (الإنجليزية)
- بولي بيرغن على موقع ألو سيني (الفرنسية)
- بولي بيرغن على موقع ميوزك برينز (الإنجليزية)
- بولي بيرغن على موقع أول موفي (الإنجليزية)
- بولي بيرغن على موقع قاعدة بيانات برودواي على الإنترنت (الإنجليزية)
- بولي بيرغن على موقع قاعدة بيانات الأفلام السويدية (السويدية)
- بولي بيرغن على موقع إن إن دي بي (الإنجليزية)
- بولي بيرغن على موقع ديسكوغز (الإنجليزية)
- بولي بيرغن على موقع قاعدة بيانات الفيلم (الإنجليزية)
- بولي بيرغن على موقع كينوبويسك (الروسية)